# Історія Колумбії

## Давні часи
Приблизно 10 000 років до н.е. польовничо-збиральницькі угрупування проживали на території де зараз розташована столиця Колумбії, місто Боґота та на берегах річки Магдалена  (ісп. Magdalena). В 4 -2 тисячоліттях до нашої ери існувала  археологічна культура  Сан-Агустін· У 1-му тисячолітті нашої  ери була культура Тьєррадентро· До колонізації європейцями на території Колумбії проживало близько 2-х мільйонів індіанців. Починаючи з 1-го тисячоліття до н.е., групи розвивали політичну систему cacicazgo, що характеризувалася пірамідною ієрархічною владою. Були такі  народи як  Кімбая; Сену; Толіма і інші· Найчисленнішими групами були Чибча —Тайрона в Карибському регіоні, та Чибча-Муїска, які заселяли плато Кандинамарка. Існувало 5 територіальних утворень Муїсків, найбільше з них — Баката. Вважається що культура Муїсків розвинула найдосконалішу політичну систему у Південній Америці після Інків.

## Завоювання іспанцями та колонізація
Вперше іспанські мореплавці досягли Карибського узбережжя у 1499 році (Родріго де Бастідас, іспанський конкістадор і дослідник північних берегів Південної Америки, засновник міста Санта-Марта у Колумбії). Христофор Колумб побував у Карибських водах у 1502 році. В 1508 році Бальбоа Васко Нуньєс розпочав завоювання території в регіоні Урава (Uraba). Він першим побачив води Тихого океану і назвав його Mar del sur(«Море півдня»), яке згодом привело іспанців до берегів Перу і Чилі. Жителями цих територій були сотні племен (Чибчан і Кариб), яких називали «карибськими людьми». У  1510 році  іспанці заснували місто Санта-Марія де ла Антигва; у 1525 році - місто Санта-Марта; у 1533 році - місто Картахена·  Іспанці швидко завоювали територію військовим шляхом, вступаючи у сутички з племенами. Також, корінне населення не мало імунітету до численних хвороб, які завойовники привезли з європейського континенту (напр. Натуральна віспа). Це спричинило різкий демографічний спад, і значно полегшило завдання завойовників. У 16ст. європейці почали привозити рабів з Африки.

## Боротьба  за  незалежність від Іспанії
Боротьба за незалежність від Іспанії розпочалась у 1810 році через події у самій Іспанії, яка в цей час була окупована військами наполеонівської Франції. Більшість провінцій віце-королівства Нова Гранада відмовились  визнавати владу Іспанії, нав'язану Наполеоном і створили власні уряди (хунти). Виникли  держави Кундінамарка, З'єднані провінції, які проголосили свою незалежність від Іспанії. Проте у 1815-1816 роках Іспанія силою відновила свою владу на території Колумбії, багато  керівників руху за незалежність було страчено. Незалежність від Іспанії було остаточно завойовано у 1819 році в результаті визволення військами під керівництвом Сімона Болівара.

## Сучасна історія
З 1904 р. по 1909 р. пост президента займав генерал Рафаель Реєс Прієто, при якому в Колумбії в якійсь мірі була відновлена стабільність. За час правління Рейесу вдалося покращити фінансовий стан у країні, розширити мережу  автомобільних доріг і залізниць, збільшити виробництво кави. Економічному зростанню сприяли великі американські інвестиції в економіку країни, а також закупка Сполученими Штатами кави і мінеральної сировини. 

Услід за Реєсом аж до 1930 р. послідовно зміняли один одного п'ять президентів — представників Консервативної партії. Політичне життя країни за цей час стало спокійнішим, вибори проводилися чесніше, і преса отримала більше свободи.  1929 р. на світовому ринку різко впали ціни на каву, і Колумбія відчула на собі наслідки світової економічної кризи, яка привела до розколу в рядах Консервативної партії. Це дозволило лібералам перемогти на виборах 1930 р. 
Хоч процес переходу влади від однієї партії до іншої й супроводжувався окремими випадками насильства, правління президента Енріке Олаї Еррери було спокійнішим, ніж правління його попередника-консерватора. Уряду Олаї вдалося врегулювати (з участю Ліги націй) прикордонний конфлікт з Перу. 

У 1934 р. на пост президента був обраний Альфонсо Лопес Пумарехо, що виступав за проведення рішучіших реформ. Лопес, якого часто порівнюють з Франкліном Рузвельтом, вніс докорінні зміни в застарілу конституцію 1886 р. з метою пом'якшити вплив всесвітньої економічної кризи. Поправки до конституції передбачали захист прав працівників і давали уряду можливість втручатися в діяльність підприємців і регулювати виробництво, розподіл і споживання продукції. Адміністрація Лопеса провела закони, що встановлювали максимальну тривалість робочого дня, змінювали структуру оподаткування й передбачали заходи соціальної допомоги безробітним. Крім того, була розширена система шкільної освіти, й уряд взяв на себе питання соціального забезпечення. 
Реформи продовжувалися і при наступному президентові, Едуардо Сантосі Монтехо (1938–1942 рр.). Продовжуючи традиційну політику Ліберальної партії, Сантос Монтехо позбавив католицьку церкву права контролювати систему освіти.
 
Колумбія встановила дипломатичні відносини з СРСР у 1935 році. З початком другої світової війни, в 1941 р. припиняються дипломатичні відносини з Німеччиною, Японією й Італією, а в 1942 р. з маріонетковим урядом окупованої Франції. У 1943 р. сенат, від імені уряду Колумбії оголошує війну фашистській Німеччини. Колумбія надає допомогу союзникам під час війни у вигляді продовольства, хоча офіційно не висилаються війська для ведення бойових дії, багато хто з добровольців вступили до іноземних батальйонів армії США, що  вели операції в Європі. Первинне завдання в цей період полягало в патрулюванні й охороні в стратегічній зоні Панамського каналу. Під час Другої світової війни уряд Сантоса Монтехо встановив тісні відносини з США і більшістю країн Латинської Америки. У цей період на політичну арену вийшов ряд більш радикально налаштованих політиків, основними з яких були ліберал Хорхе Ельесер Гайтан, що сповідував ліві погляди, і переконаний консерватор Лауреано Гомес. 1942 р. до влади повернувся А. Лопес Пумарехо при підтримці найпоміркованіших фракцій Ліберальної партії, в якій намітився розкол із питань внутрішньої політики. Війна викликала перебудову економіки, що призвело до невдоволення і заворушень у суспільстві. Фінансові скандали, економічні труднощі, інфляція, страйки і невдоволення в середовищі військових посилювали нестабільність. Не в силах відновити порядок, Лопес Пумарехо у липні 1945 р. пішов у відставку. Тимчасовий виконувач обов'язків президента (до серпня 1946 р.) Альберто Льєрас Камарґо також не зміг добитися єдності ні в Ліберальній партії, ні в країні
1945 р., Колумбія увійшла до складу 51 держави, що підписали Протокол про створення Організації Об'єднаних Націй.  
Вибори 1946 р. зіграли вирішальну роль у долі країни. Розкол в середовищі лібералів поглибився настільки, що вони виставили двох кандидатів — представника лівого крила Хорхе Ельесера Гайтана і Габрієля Турбая, який  стояв на консервативніших позиціях. Цей розкол дозволив перемогти помірному консерватору Маріано Оспіне Пересу. На виборах у конгрес зі значною перевагою перемогу здобули ліберали, тому новий президент зробив спробу створення коаліційного уряду. Однак екстремісти в обох партіях розпалювали антагонізм, і ситуація поступово загострювалася. 

Період насильства або міжусобної боротьби. Післявоєнний період принесе Колумбії найсерйознішу політичну кризу, наслідки якої переживає країна і дотепер. У день 9 квітня 1948 р., національний лідер Хорхе Елієсер Гаїтан, також лідер опозиційної ліберальної партії, що має дуже великий вплив в основному серед найзнедоленіших мас країни, які становлять більшість населення, застрелений фанатом, при обставинах не до кінця з'ясованих. Внаслідок цієї події підіймається національний бунт проти правлячої консервативної партії. Гинуть понад 1.500 людей і більш ніж 20.000  зазнають поранення. Випадково в ті ж дні проходила в місті Богота, де сталися події, конференція зі створенню Організації Американських Держав (ОАД). Конференція, на якій, не зважаючи на події, було складено представниками країн учасниць перший Статут ОАД. 

Уряд за допомогою Національної армії жорстоко придушує повстання і починає переговори з керівництвом ліберальної партії. У сільській місцевості акції, що проводяться армією, перевершують поставлене завдання з наведення порядку, і стають відверто репресивними. У відповідь на акції, що проводяться військовими під заступництвом уряду, в сільській місцевості створюються загони самооборони (герилья), які покликані гарантувати безпеку сільського населення. Ці загони незабаром організуються в конкретні організації і потрапляють під вплив Комуністичної партії, а також дрібних партії Маоїстської орієнтації. З плином часу і дотепер герилья нарівні з наркомафією стають найсерйознішими проблемами сучасною Колумбії. 

Паралельно з цими подіями члени ліберальної партії, що входять до складу уряду, а також до складу Парламенту і Сенату, йдуть зі своїх постів на знак протесту проти репресивніихзаходів консервативного уряду. З призначених на 1949 р. президентських виборів ліберали знімають свого кандидата. Консерватори знову приходять до влади на виборах без альтернативної кандидатури. Таким чином протиборство між двома партіями триває аж до 1953 р., коли військові здійснюють другий з трьох військових переворотів  в історії Колумбії.
 
Соціальна і політична катастрофа, що вибухнула в країні, настільки приголомшила представників політичної еліти, що вони сприяли державному перевороту, який здійснив в червні 1953 р. генерал Густаво Рохас Пінілья. Рохас Пінілья обіцяв народу відновлення миру і демократичних свобод. Він мав намір об'єднати країну на безпартійній основі, надихаючись при цьому прикладами Хуана Перона в Аргентині і Жетуліу Варгаса в Бразилії, однак його противники побачили в цьому прагнення до досягнення диктаторських повноважень. Рохас Пінілья розпочав рішуче переслідувати лідерів провідних партій, стараючись покласти край їх політичної гегемонії, посилив цензуру преси, відклав вибори на місцях і намагався диктувати свою волю церкві. 

У травні 1957 р. Рохас Пінілья зізвав Установчий конгрес, що обрав його президентом на новий термін, 1958–1962 рр. У відповідь в Боготі та інших містах розпочалися заворушення і страйки, а провідні діячі лібералів та консерваторів, керівники церкви та вищі військові чини почали розробляти плани щодо повалення генерала-диктатора.  У 1957 р. останній військовий переворот закінчує безчинства попередньої хунти. Після чого за угодою між Ліберальною і Консервативною партіями вони керують країною  почергово  по 4 роки протягом 16 років. Дана угода отримала назву  «Національний фронт». Угода, яка по суті виключила з політичного життя будь-які інші політичні партії. 

Хоч згідно з угодою на кожні президентські вибори тільки одна партія виставляла своїх кандидатів, але на виборах в конгрес брали участь всі партії. Це призвело до того, що через склад палат конгресу, що знаходився  часто в опозиції до діючого уряду, було практично неможливо провести законодавчі проекти. Через це країна керувалася лише президентськими указами. Відповідно економічне зростання країни і добробут населення протягом цього періоду знаходилися в загальмованому стані, хоч у той же час в порівнянні з попередніми періодами спостерігався політичний спокій.

## 20-21 ст.
У 1949 розпочався тривалий збройний конфлікт, консерватори і ліберали створили Народний фронт.
Віргіліо Барко Варгас був обраний главою держави в 1986:, він оголосив війну наркобізнесу в 1989. У 1991 прийнято нову Конституцію, лідери наркомафії заарештовані.  
Як наслідок, у 1993 році з'явилася елітний підрозділ ФАРК.
У 1994-1998 роках президентом Колумбії був Ернесто Сампер, у 1998-2002 - Андрес Пастрана, у 2002-2010 - Альваро Урібе, з 2010 - Хуан Мануель Сантос. За його правління у 2017 р. було нарешті досягнуто угоди про припинення громадянської війни. 2018 р. новим президентом став Іван Дуке.
У 2021 році було ліквідовано останніх впливових дисидентів із елітного підрозділу ФАРК (Ернан Даріо Веласкес, Санктріч, Романья, Маркес [Архівовано 19 травня 2020 у Wayback Machine.]).
Під час зустрічі із послом України в США президент Колумбії домовився про спільні економічні та оборонні проєкти. 